# Werner Ostendorff
Werner Ostendorff (ur. 15 sierpnia 1904 w Königsbergu, zm. 4 maja 1945 w Bad Aussee) – niemiecki wojskowy, SS-Gruppenführer, dowódca 17 Dywizji Grenadierów Pancernych SS i 2 Dywizji Pancernej SS. Uczestnik II wojny światowej.

## Życiorys
Jeden z najmłodszych dowódców dywizji w Waffen-SS podczas II wojny światowej.
W 1925 roku wstąpił do Reichwehry. W następnych latach stopniowo awansował. Do 1933 roku uzyskał stopień porucznika (niem. Oberleutnant).
Podczas wojny został awansowany aż do stopnia SS-Gruppenführera. Dowodził m.in. 17 Dywizją Grenadierów Pancernych SS Götz von Berlichingen, a także 2 Dywizją Pancerną SS Das Reich.
Odznaczony m.in. Krzyżem Rycerskim z Liśćmi Dębu oraz złotym Krzyżem Niemieckim.
Zmarł 4 maja 1945 w okolicach Bad Aussee w wieku 40 lat.